# Quiabentia
Quiabentia es un género de la familia Cactaceae estrechamente emparentado con Pereskiopsis, perteneciente a la familia Cactaceae. Comprende 13 especies descritas y de estas, solo 2 aceptadas.

## Taxonomía
El género fue descrito por Britton & Rose y publicado en The Cactaceae; descriptions and illustrations of plants of the cactus family 4: 252. 1923. La especie tipo es: Quiabentia zehntneri (Britton & Rose) Britton & Rose
Etimología
Quiabentia: nombre genérico que deriva de un nombre vernáculo brasileño.

## Especies aceptadas
A continuación se brinda un listado de las especies del género Quiabentia aceptadas hasta abril de 2015, ordenadas alfabéticamente. Para cada una se indica el nombre binomial seguido del autor, abreviado según las convenciones y usos.	
- Quiabentia verticillata (Vaupel) Borg
- Quiabentia zehntneri (Britton & Rose) Britton & Rose